# 오성수
오성수(1935년 1월 10일 ~ 2006년 5월 6일)는 대한민국의 정치인이다. 제15대 성남시장을 역임했다.

## 역대 선거 결과
|  | 38.94% |

|  | 36.76% |